# Ваганова, Анна Ивановна
Анна Ивановна Ваганова (22 февраля 1922, Копейск, Челябинская губерния — 19 июня 1994, Покровское, Полтавская область) — передовик производства, слесарь Жовтневого отделения Решетиловского районного объединения «Сельхозтехника», Полтавская область, Украинская ССР. Герой Социалистического Труда (1971).

## Биография
Родилась 22.02.1922 года в рабочей семье в городе Копейск. Осиротела в раннем возрасте. Воспитывалась в детском доме. В 1940 году окончила школу ФЗУ, после чего работала машинистом электровоза в городе Сатка Челябинской области.
С 1944 года проживала на Украине в посёлке Жовтневое Решетиловского района, где работала в Жовтневом отделении предприятия «Сельхозтехника» Решетиловского района. Занималась ремонтом автомобильной и сельскохозяйственной техники. В 1971 году была удостоена звания Героя Социалистического Труда «за выдающиеся достижения, достигнутые в развитии сельскохозяйственного производства и выполнении пятилетнего плана продажи государству продуктов земледелия и животноводства».
Избиралась делегатом XXIII съезда КПСС.
В 1979 году вышла на пенсию.

## Награды
- Герой Социалистического Труда — указом Президиума Верховного Совета СССР от 8 апреля 1971 года
- Орден Ленина
- Медаль «За трудовую доблесть»